# IC 2083
IC 2083 је спирална галаксија у сазвјежђу Златна риба која се налази на листи објеката дубоког неба у Индекс каталогу.
Деклинација објекта је - 53° 58' 51" а ректасцензија 4h 30m 44,1s. Привидна величина (магнитуда) објекта IC 2083 износи 14,0 а фотографска магнитуда 14,9. IC 2083 је још познат и под ознакама ESO 157-37, FAIR 774, DRCG 47-16, PGC 15339.